# Großopitzbach
Der Großopitzbach ist ein linker Zufluss zum Schloitzbach in Tharandt, Sachsen.

## Verlauf
Der Großopitzbach entspringt am nördlichen Ortsrand von Großopitz und umfließt auf seinem gesamten Lauf die Kuppe Heiterer Blick (357 m) nördlich. In seinem Oberlauf fließt der überwiegend verrohrte Bach südlich des Großen und Kleinen Weinberges zwischen dem Rittergut und dem Dorf Kleinopitz mit nordwestlicher Richtung auf der Gemarkung Kleinopitz durch die Wiesen eines Muldentals. Danach nimmt der Bach westliche Richtung und durchfließt den Tännichtgrund, wo er oberhalb der Tännichtmühle im Tännichtteich angestaut wird. Unterhalb der Mühle mündet der Kleinopitzbach ein. In seinem Unterlauf nimmt der Großopitzbach südlich des Hedwigsfeldes südliche Richtung. Nach 1,9 km mündet der Großopitzbach südlich des Tannenberges an der Erbgerichtsgasse auf der Gemarkung von Tharandt in den Schloitzbach; dem in unmittelbarer Nähe von rechts auch der Scheibenbach zufließt.
Das gesamte Tal des Großopitzbaches ist mit Ausnahme der Tännichtmühle nicht besiedelt. Von Großopitz und Kleinopitz führen bachabwärts die Kreisstraßen 9079 und 9080 durch das Tal des Großopitzbaches.

## Zuflüsse
- Kleinopitzbach (r)